# دهستان قره‌سو (کرمانشاه)
دهستان قره‌سو نام دهستانی در بخش مرکزی شهرستان کرمانشاه، استان کرمانشاه در ایران است. براساس سرشماری مرکز آمار ایران در سال ۱۳۹۵ جمعیت آن ۷٬۲۲۳ نفر (۱٬۸۲۹ خانوار) بوده‌است.